# Jocs Olímpics d'Estiu de 1968
Els Jocs Olímpics d'Estiu de 1968, oficialment anomenats Jocs Olímpics de la XIX Olimpíada, es van celebrar a Ciutat de Mèxic (Mèxic) entre els dies 12 i 27 d'octubre de 1968. En aquests Jocs hi van participar 5.530 esportistes (4.750 homes i 780 dones) de 112 comitès nacionals competint en 20 esports i 172 especialitats.
Aquesta fou la primera vegada que unes olimpíades se celebraren a l'Amèrica Llatina.

## Antecedents
En la 60a Sessió Plenària del Comitè Olímpic Internacional (COI), realitzada el 18 d'octubre de 1963 a la ciutat de Baden-Baden (República Federal d'Alemanya), s'escollí com a seu dels Jocs Olímpics d'Estiu de 1968 a la Ciutat de Mèxic per davant de:
| Ciutat          | Comitè Olímpic | Ronda 1 |
| Ciutat de Mèxic | Mexico         | 30      |
| Detroit         | Estats Units   | 14      |
| Lió             | França         | 12      |
| Buenos Aires    | Argentina      | 2       |

## Comitès participants

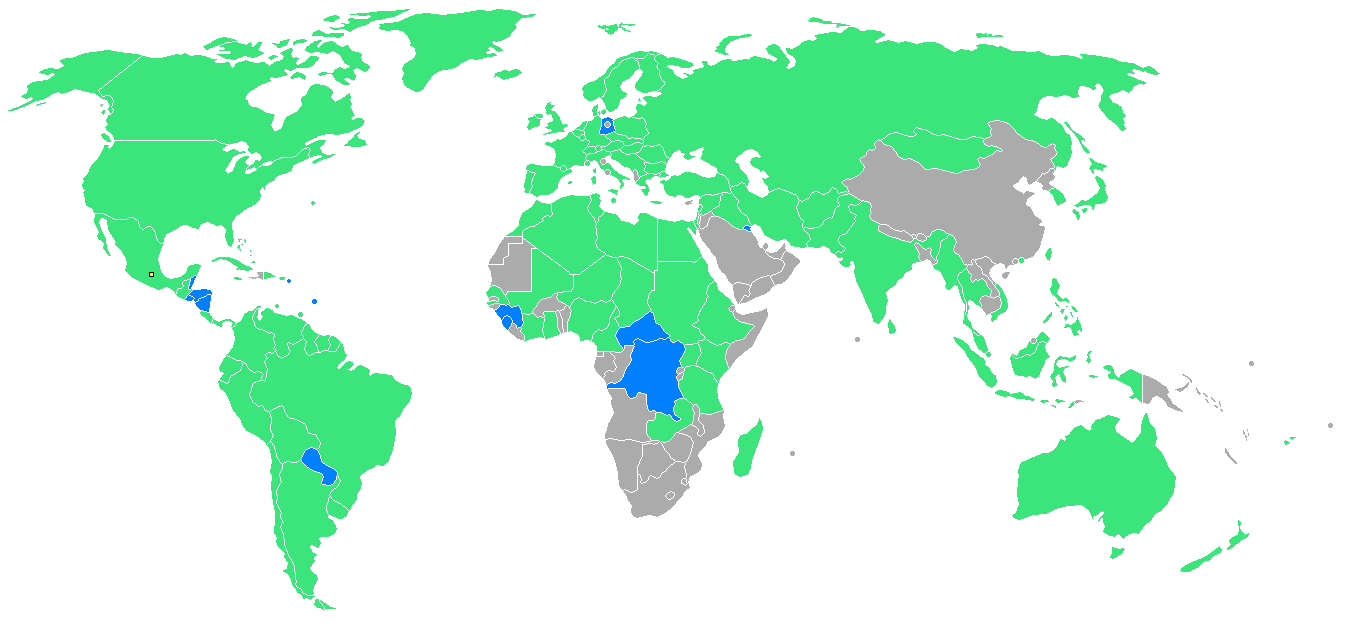
Països participants en els Jocs Olímpics d'estiu de 1968. Les nacions sombrejades de color blau participaren per primera vegada en aquests jocs.

En aquests Jocs participaren un total de 112 comitès nacionals diferents, fent-ho per primera vegada Congo-Kinshasa (avui en dia República Democràtica del Congo), El Salvador, Guinea, Hondures, Hondures Britànica (avui en dia Belize), Kuwait, Nicaragua, Paraguai, República Centreafricana, Sierra Leona i les Illes Verges Americanes.
Aquesta fou la primera vegada que l'equip alemany participà en els Jocs amb dos equips diferents, un en representació de la República Democràtica d'Alemanya i un altre en representació de la República Federal d'Alemanya.
Barbados competí per primera vegada com a estat independent, i retornaren a la competició Fidji, Indonèsia, Malta, San Marino, Singapur (després d'haver-se integrat en l'edició anterior en l'equip de Malàisia), el Sudan, Surinam. Per la seva banda deixaren de participar Cambodja i Nepal.
| - Afganistan (5) - Algèria (3) - Antilles Neerl. (5) - Argentina (89) - Austràlia (128) - Àustria (43) - Bahames (16) - Barbados (9) - Bèlgica (82) - Bermudes (6) - Bolívia (4) - Brasil (76) - Birmània (4) - Bulgària (112) - Camerun (5) - Canadà (138) - Ceilan (3) - Colòmbia (43) - Congo Kinshasa (5) - Corea del Sud (54) - Costa d'Ivori (10) - Costa Rica (18) - Cuba (115) - Dinamarca (64) - Equador (15) - Espanya (122) - Estats Units (357) - El Salvador (60) | - Etiòpia (18) - Fidji (1) - Filipines (49) - Finlàndia (66) - França (200) - Ghana (31) - Grècia (44) - Guatemala (48) - Guinea (15) - Guyana (5) - Hondures (6) - Hondures Britànica (7) - Hong Kong (11) - Hongria (167) - Illes Verges (6) - Índia (25) - Indonèsia (6) - Iran (14) - Iraq (3) - Irlanda (31) - Islàndia (8) - Israel (29) - Itàlia (167) - Iugoslàvia (69) - Jamaica (25) - Japó (171) - Kenya (39) - Kuwait (2) | - Líban (11) - Líbia (1) - Liechtenstein (2) - Luxemburg (5) - Madagascar (4) - Malàisia (31) - Mali (2) - Malta (1) - Marroc (24) - Mexico (275) - Mònaco (2) - Mongòlia (16) - Nova Zelanda (52) - Nicaragua (11) - Níger (2) - Nigèria (36) - Noruega (46) - Països Baixos (107) - Pakistan (15) - Panamà (16) - Paraguai (1) - Perú (28) - Polònia (177) - Portugal (20) - Puerto Rico (58) - Regne Unit (225) - Rep. Àrab Unida (30) - Rep. Centreafricana (1) | - RDA (226) - Rep. Dominicana (18) - RFA (275) - Romania (82) - Rep. de la Xina (43) - San Marino (4) - Senegal (21) - Sierra Leone (3) - Singapur (4) - Síria (2) - Sudan (5) - Surinam (1) - Suècia (100) - Suïssa (85) - Tanzània (4) - Tailàndia (41) - Trinitat i Tobago (19) - Tunísia (7) - Turquia (29) - Txecoslovàquia (121) - Uganda (11) - Unió Soviètica (312) - Uruguai (27) - Veneçuela (23) - Vietnam (9) - Xile (21) - Zàmbia (7) |

## Esports disputats
En aquests Jocs Olímpics es diputaren 172 proves de 20 esports diferents:

## Seus

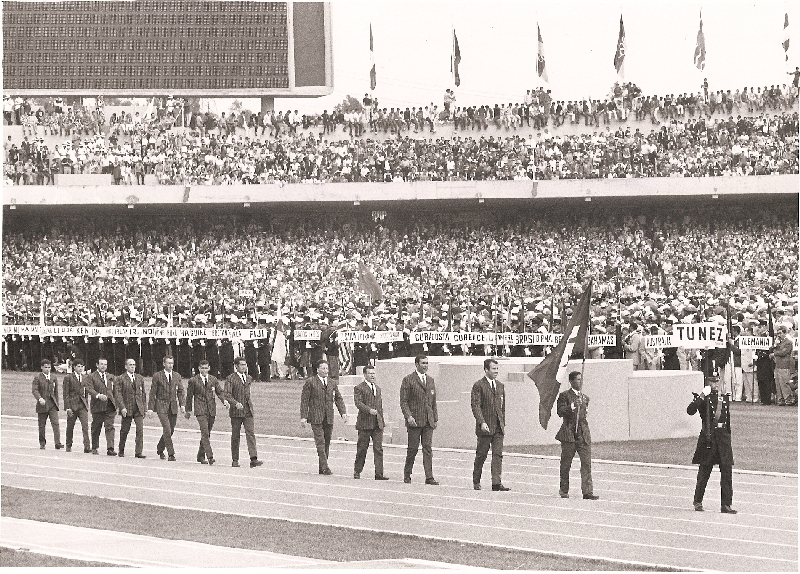
Desfilada de la delegació tunissiana.

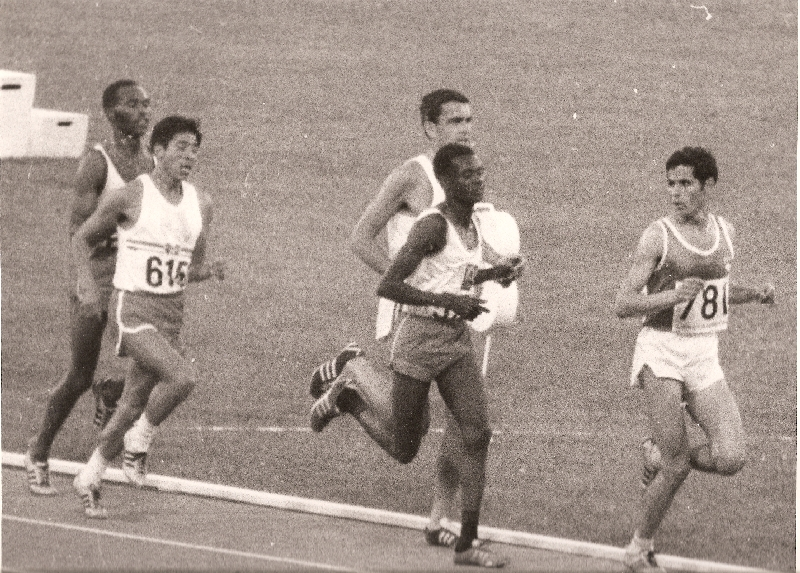
Curs dels 5.000 metres.

- Alberca Olímpica Francisco Márquez - Natació, pentatló modern (natació), salts i waterpolo
- Auditorio Nacional - Gimnàstica
- Arena México - Boxa
- Campo Marte - Hípica (doma i salts individual)
- Campo Militar 1 - Pentatló modern (cross i hípica)
- Centre de Tir Vincente Suárez - Pentatló modern (tir) i tir olímpic
- Circuito Satélite - Ciclisme (ruta)
- Club de Golf Avándaro - Hípica (concurs complet)
- Club de Yates (Acapulco) - Vela
- Estadi Azteca - Futbol (final)
- Estadi Cuauhtémoc - Futbol (preliminars)
- Estadi de gel Insurgentes - Lluita
- Estadi de gel Revolución - Voleibol
- Estadio Jalisco - Futbol (preliminars)
- Estadio Municipal - Hoquei sobre herba
- Estadi Nou Camp - Futbol (preliminars)
- Estadi Olímpic Universitari - Atletisme, Cerimònies d'obertura/clausura i hípica (salts per equips)
- Gimnasio Olímpico Juan de la Barrera - Voleibol
- Palau dels Esports Juan Escutia - Bàsquet i voleibol
- Piscina universitària - Waterpolo
- Saló d'esgrima Fernando Montes de Oca - Esgrima i pentatló modern (esgrima)
- Teatro de los Insurgentes - Halterofília
- Velòdrom Olímpic Agustín Melgar - Ciclisme (pista)
- Xochimilco - Rem i piragüisme
- Zócalo - Atletisme (inici de la marató)

## Fets destacats

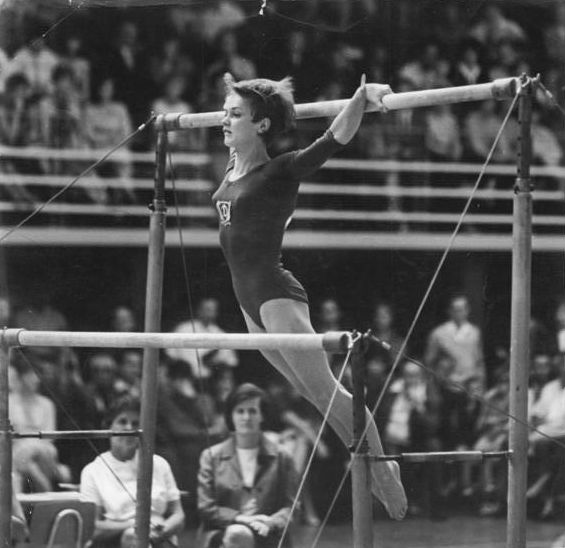
Karin Janz durant la competició de gimnàstica.

- La realització dels Jocs fou precedida per una gran revolta estudiantil, coneguda com a Moviment estudiantil mexicà de 1968.
- Ja que la ciutat de Mèxic es troba a 2.240 metres d'altitud, alguns atletes van tenir dificultat per a acostumar-se a les condicions.
- L'atleta Enriqueta Basilio fou la primera dona a la història de les olimpíades en encendre el peveter olímpic.
- Van ser els primers jocs on Alemanya Oriental i Alemanya Occidental van competir separats.
- Dos atletes afroamericans, Tommie Smith i John Carlos, van portar guants negres, com a senyal del "Poder Negre". No van participar en cap altra competició.
- El llançador de disc nord-americà Al Oerter es convertí en el primera atleta a aconseguir quatre ors consecutius.
- El saltador Bob Beamon establí un nou rècord del món en salt de llargada amb una distància de 8.90 metres, rècord que no fou superat fins al 1991 per Mike Powell.
- El saltador d'alçada Dick Fosbury guanyà la medalla d'or en aquesta prova mitjançant la utilització d'una nova tècnica de salt, denominada a partir d'aquell moment estil Fosbury.
- La gimnasta Věra Čáslavská aconseguí quatre medalles d'or en gimnàstica artística, convertint-se en la reina dels Jocs. Per la seva banda la nedadora Debbie Meyer també fou una de les principals estrelles de la competició gràcies als seus tres ors en les proves individuals de 200, 400 i 800 metres lliures. En categoria masculina el gimnasta soviètic Mikhaïl Voronin aconseguí 7 medalles, dues d'or, quatre de plata i una de bronze.
- Són els primers jocs en què es realitzaren proves de dopatge.

## Medaller
Deu nacions amb més medalles en els Jocs Olímpics de 1968. País amfitrió ressaltat.

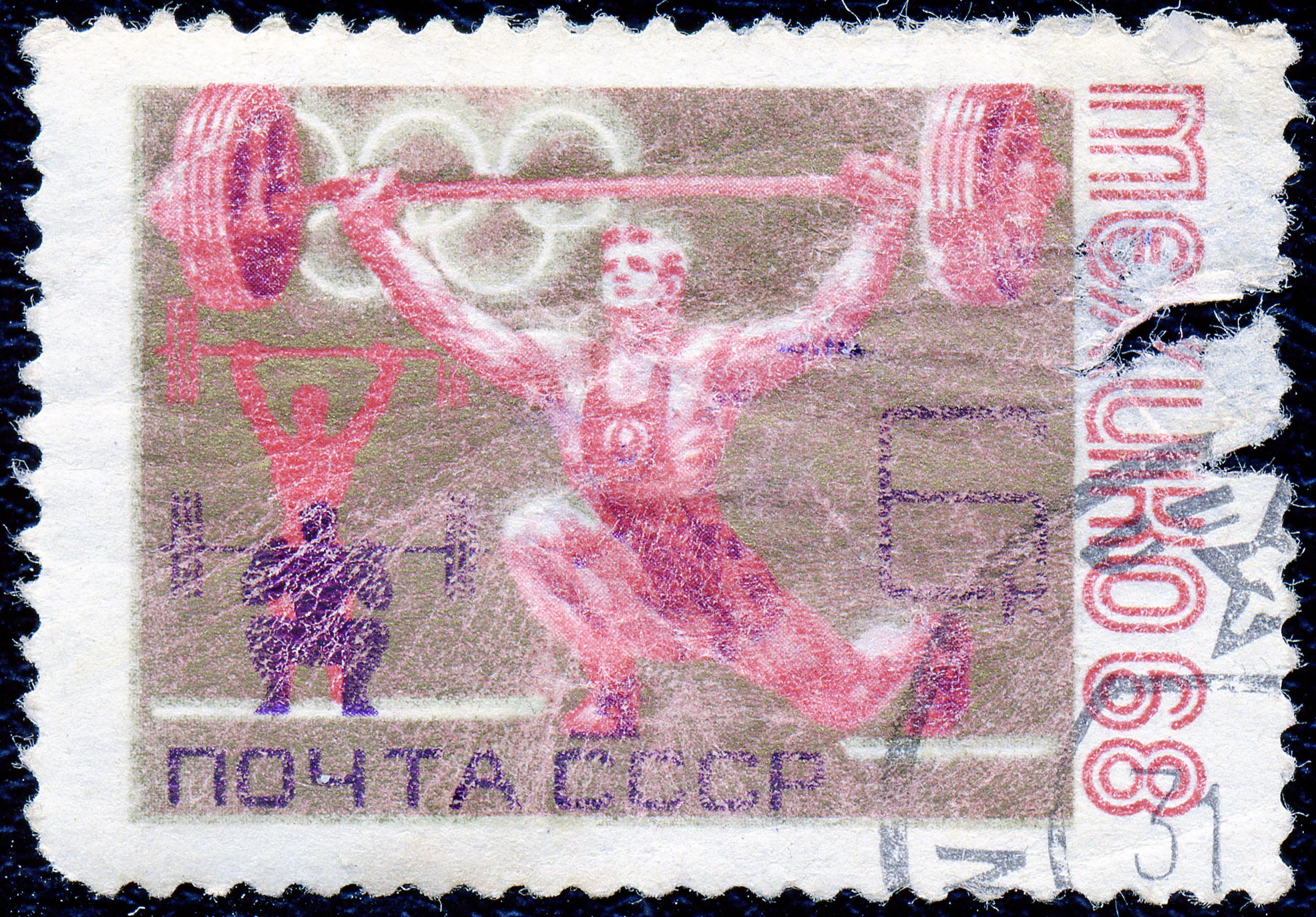
Segell commemoratiu soviètic sobre la celebració dels Jocs Olímpics.

| Jocs Olímpics d'estiu de 1968 | Jocs Olímpics d'estiu de 1968 | Jocs Olímpics d'estiu de 1968 | Jocs Olímpics d'estiu de 1968 | Jocs Olímpics d'estiu de 1968 | Anells Olímpics |
| Posició                       | País                          | Or                            | Plata                         | Bronze                        | Total           |
| 1                             | Estats Units                  | 45                            | 28                            | 34                            | 107             |
| 2                             | Unió Soviètica                | 29                            | 32                            | 30                            | 91              |
| 3                             | Japó                          | 11                            | 7                             | 7                             | 25              |
| 4                             | Hongria                       | 10                            | 10                            | 12                            | 32              |
| 5                             | RDA                           | 9                             | 9                             | 7                             | 25              |
| 6                             | França                        | 7                             | 3                             | 5                             | 15              |
| 7                             | Txecoslovàquia                | 7                             | 2                             | 4                             | 13              |
| 8                             | RFA                           | 5                             | 11                            | 10                            | 26              |
| 9                             | Austràlia                     | 5                             | 7                             | 5                             | 17              |
| 10                            | Regne Unit                    | 5                             | 5                             | 3                             | 13              |

### Medallistes més guardonats
Categoria masculina
| Nom              | CON            | Disciplina | Or | Plata | Bronze | Total |
| Mikhaïl Voronin  | Unió Soviètica | Gimnàstica | 2  | 4     | 1      | 7     |
| Akinori Nakayama | Japó           | Gimnàstica | 4  | 1     | 1      | 6     |
| Charlie Hickcox  | Estats Units   | Natació    | 3  | 1     | 0      | 4     |
| Don Schollander  | Estats Units   | Natació    | 3  | 1     | 0      | 4     |
| Sawao Kato       | Japó           | Gimnàstica | 3  | 0     | 1      | 4     |
| Mike Wenden      | Austràlia      | Natació    | 2  | 1     | 1      | 4     |
| Mark Spitz       | Estats Units   | Natació    | 2  | 1     | 1      | 4     |

Categoria femenina
| Nom                 | CON            | Disciplina | Or | Plata | Bronze | Total |
| Věra Čáslavská      | Txecoslovàquia | Gimnàstica | 4  | 2     | 0      | 6     |
| Sue Pedersen        | Estats Units   | Natació    | 2  | 2     | 0      | 4     |
| Jan Henne           | Estats Units   | Natació    | 2  | 1     | 1      | 4     |
| Natàlia Kutxínskaia | Unió Soviètica | Gimnàstica | 2  | 0     | 2      | 4     |
| Zinaïda Vorónina    | Unió Soviètica | Gimnàstica | 1  | 1     | 2      | 4     |